# Narasin
Narasin is een coccidiostaticum en antibioticum dat toegevoegd wordt aan het voeder van mestkippen. Coccidiostatica zijn middelen tegen coccidiose, een darminfectie die de kuikens verzwakt en hun groei benadeelt.
Narasin is een polyethermonocarbonzuur (een monobasisch carbonzuur met vijf cyclische etherringen) geproduceerd door fermentatie van een stam van Streptomyces aureofaciens. Eli Lilly verkreeg in 1977 een octrooi voor de stof. De chemische structuur gelijkt op die van monensin en salinomycine; het zijn allemaal ionofore polyethercarbonzuren.
Narasin wordt ook toegepast in combinatie met het coccidiostaticum nicarbazine. In tegenstelling tot nicarbazine heeft narasin ook een antibiotische werking, onder meer tegen Clostridium.